# 岡山県道32号新見勝山線
岡山県道32号新見勝山線（おかやまけんどう32ごう にいみかつやません）は、岡山県新見市から真庭市を結ぶ県道（主要地方道）である。

## 概要

### 路線データ
- 起点：岡山県新見市西方（岡山県道・鳥取県道8号新見日南線交点）
- 終点：岡山県真庭市荒田（国道181号交点）

## 歴史

### 年表

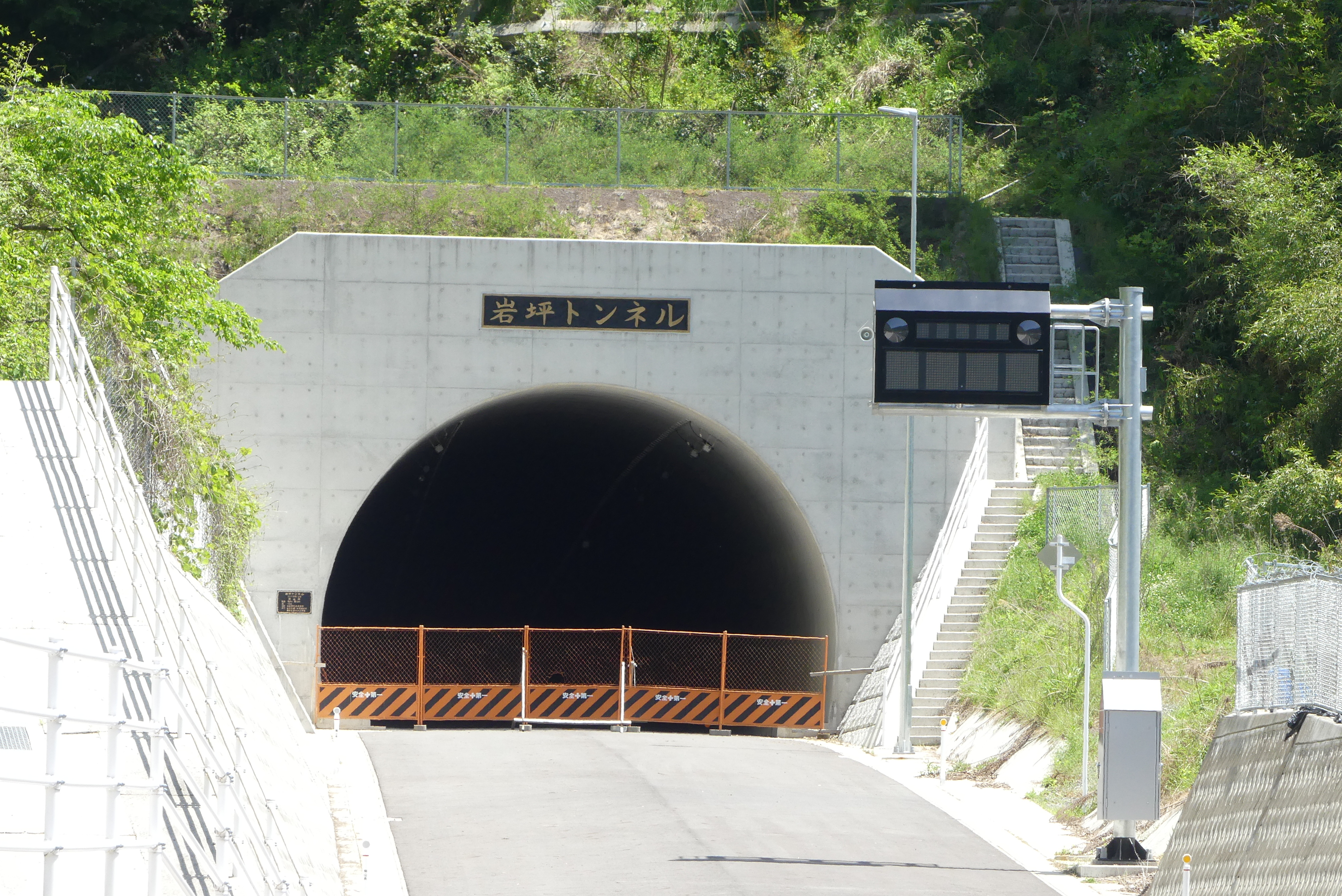
新見方の岩坪トンネル入口(現在は開通している)。

- 1993年（平成5年）5月11日 - 建設省から、県道新見勝山線が新見勝山線として主要地方道に指定される[2]。
- 2022年（令和4年）5月30日 - 真庭市月田本地区に岩坪（いわつぼ）トンネル （684 m）を含む延長約1.7 kmのバイパスが開通し、真庭市内の未改良区間が解消される[3]。新見方の岩坪トンネル入口(現在は開通している)。

## 路線状況

### 重複区間
- 岡山県道58号北房川上線（新見市大佐田治部 - 新見市大佐小阪部・小阪部上町交差点）

### 並行する旧街道
- 東城往来東城街道（東城‐新見‐勝山ルート）

## 地理

### 通過する自治体
- 岡山県
  - 新見市
  - 真庭市

### 交差する道路
| 交差する道路                        | 市町村名 | 交差する場所 | 交差する場所     |
| ----------------------------------- | -------- | ------------ | ---------------- |
| 岡山県道・鳥取県道8号新見日南線     | 新見市   | 西方         | 起点             |
| 国道180号                           | 新見市   | 新見         | [ 注釈 1 ]       |
| 岡山県道319号菅生上熊谷線           | 新見市   | 上熊谷       |                  |
| 岡山県道58号北房川上線 重複区間起点 | 新見市   | 大佐田治部   |                  |
| 岡山県道318号千屋大佐線             | 新見市   | 大佐小阪部   |                  |
| 岡山県道58号北房川上線 重複区間終点 | 新見市   | 大佐小阪部   | 小阪部上町交差点 |
| 岡山県道459号若代神代線             | 真庭市   | 若代         |                  |
| 岡山県道320号若代方谷停車場線       | 真庭市   | 若代         |                  |
| 岡山県道84号勝山栗原線              | 真庭市   | 月田         |                  |
| 岡山県道390号古見月田停車場線       | 真庭市   | 月田         | [ 注釈 2 ]       |
| 国道181号                           | 真庭市   | 荒田         | 終点             |

### 沿線にある施設など
- 西日本旅客鉄道（JR西日本）姫新線
- 岩山神社 - 新見市上熊谷